# Заруцький Іван Мартинович
Заруцький Іван Мартинович (?, Тернопіль(?) — 1614, Москва) — отаман донських та українських козаків, діяч «Смутного часу» в Московській державі.

## Життєпис
За одними даними, Іван Мартинович походив з Тернополя. Батько Заруцького походив з Тернополя. Малим потрапив у полон до татар, перебував серед них до повноліття, коли якимось чином пішов від них і опинився серед донських козаків.
На чолі козацького загону брав участь у повстанні під проводом Івана Болотнікова. 1607 р. приєднався до Лжедмитрія II, котрий пішов на Москву та розташувався в Тушині. Улітку 1609 р. зупинив військо Василія Івановича Шуйського на річці Хімка, чим урятував Тушинський табір. Після розпаду Тушинського табору і втечі Лжедмитрія II до Калуги перейшов із частиною донських та українських козаків до польського короля Сигізмунда III Ваза. Після розгрому військ Шуйського під Клушиним, у вересні 1610 р. повернувся до табору Лжедмитрія II в Калугу, де перебувала й Марина Мнішек, яка визнала Лжедмитрія II своїм чоловіком.
Після вбивства Лжедмітрія II одружився з Мариною Мнішек і взяв собі за мету посадити її сина на московський престол.
1611 року підтримав перше московське ополчення, яке звільнило від поляків та литовців більшу частину Москви, під час якого було спалено мало не всю Москву.
У серпні 1612 року з вірними козаками («мало не з половиною війська») покинув табір ополченців та пішов у Коломну, прихопивши з собою Марину Мнішек та її сина, який міг бути використаний як номінальний претендент на московський престол. З Коломни рух Заруцького поширився на Рязанщину. З 11 грудня 1612 року резиденцією отамана було рязанське місто Міхайлов, його військо контролювало значну територію.
Після лютневого Земського собору 1613 року, на якому на царство був покликаний Михайло Федорович, Заруцький був оголошений ворогом держави, на що він відповів розоренням міст Єпіфань, Деділов та Кропивна на Тульщині. Для боротьби з козаками Заруцького було сформоване військо на чолі з князем Іваном Одоєвським. Під Воронежем між ними відбулась дводенна битва, після якої Заруцький через Дон відступив до Астрахані, де знайшов підтримку місцевого населення, яке радо його зустріло.
Внаслідок побоювання зростання впливу Заруцького, проти нього були додатково зібрані значні сили. 24 червня 1614 року разом з Мариною Мнішек, її сином та декількома сотнями козаків був схоплений військом Одоєвського.
Страчений (посаджений на палю) у Москві разом з сином М. Мнішек.